# Họ Ong lỗ
Ong lỗ, tên khoa học Scoliidae, là tên gọi để chỉ một họ ong thuộc bộ Cánh màng. Họ này có 6 chi gồm 20 loài ở Bắc Mỹ nhưng các loài trong họ phân bố trên toàn thế giới với khoảng 300 loài. Chúng thường có màu đen, thường đánh dấu bằng các đốm vàng hay cam và mũi cánh thường nhăn một cách rõ ràng. Con đực thường mảnh hơn và kéo dài hơn con cái, râu dài, nhưng sự dị hình giới tính không phải lớn như thường thấy ở họ Tiphiidae, một họ có mối liên quan chặt chẽ.
Ấu trùng của các loài trong họ này có vai trò là các tác nhân kiểm soát sinh học quan trọng do chúng ăn ấu trùng các loài bọ cánh cứng trong đất, trong đó có loài gây dịch hại nghiêm trọng, bọ cánh cứng Nhật Bản. Con trưởng thành có thể là loài thụ phấn thứ yếu của một số hoa dại.

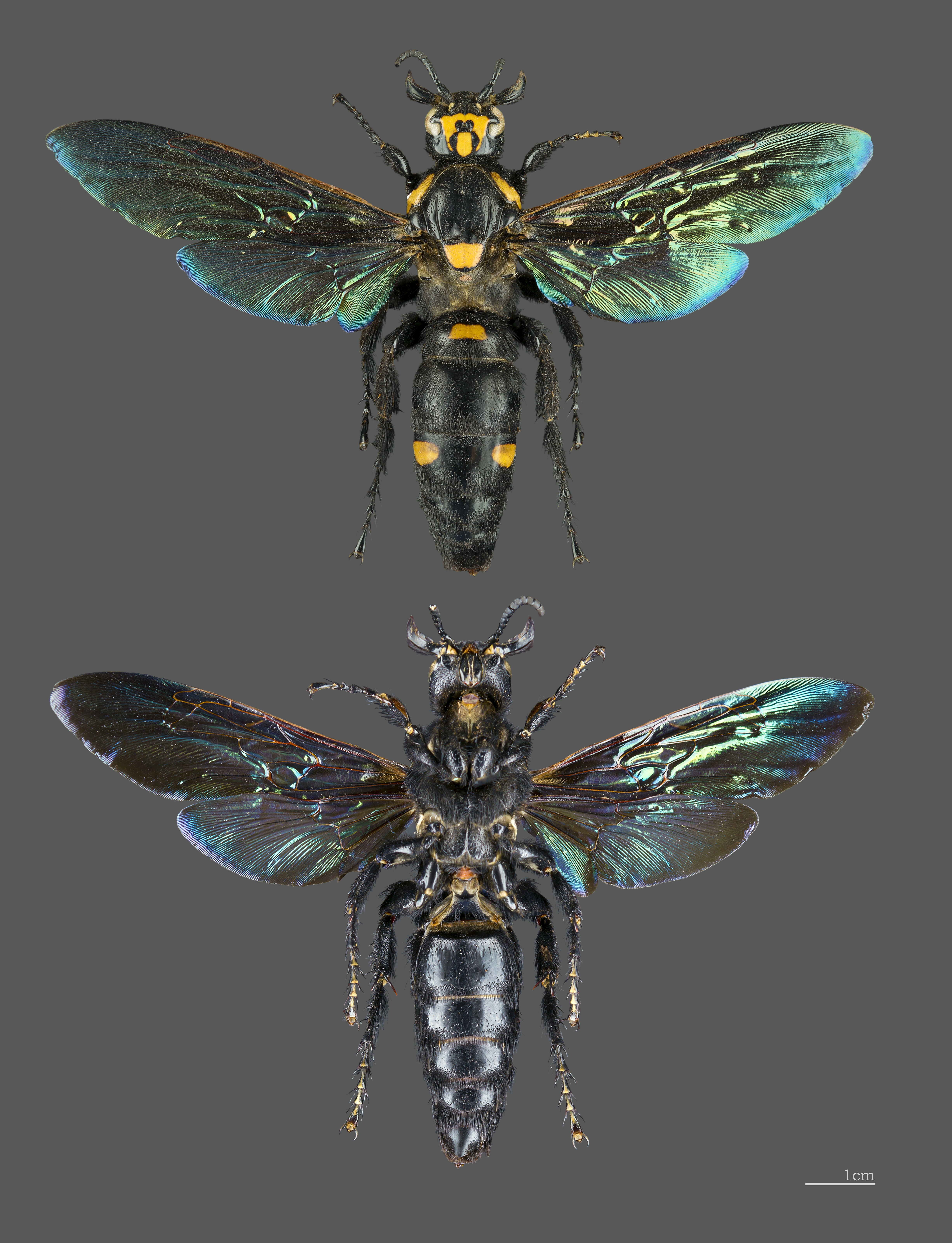
Megascolia procer

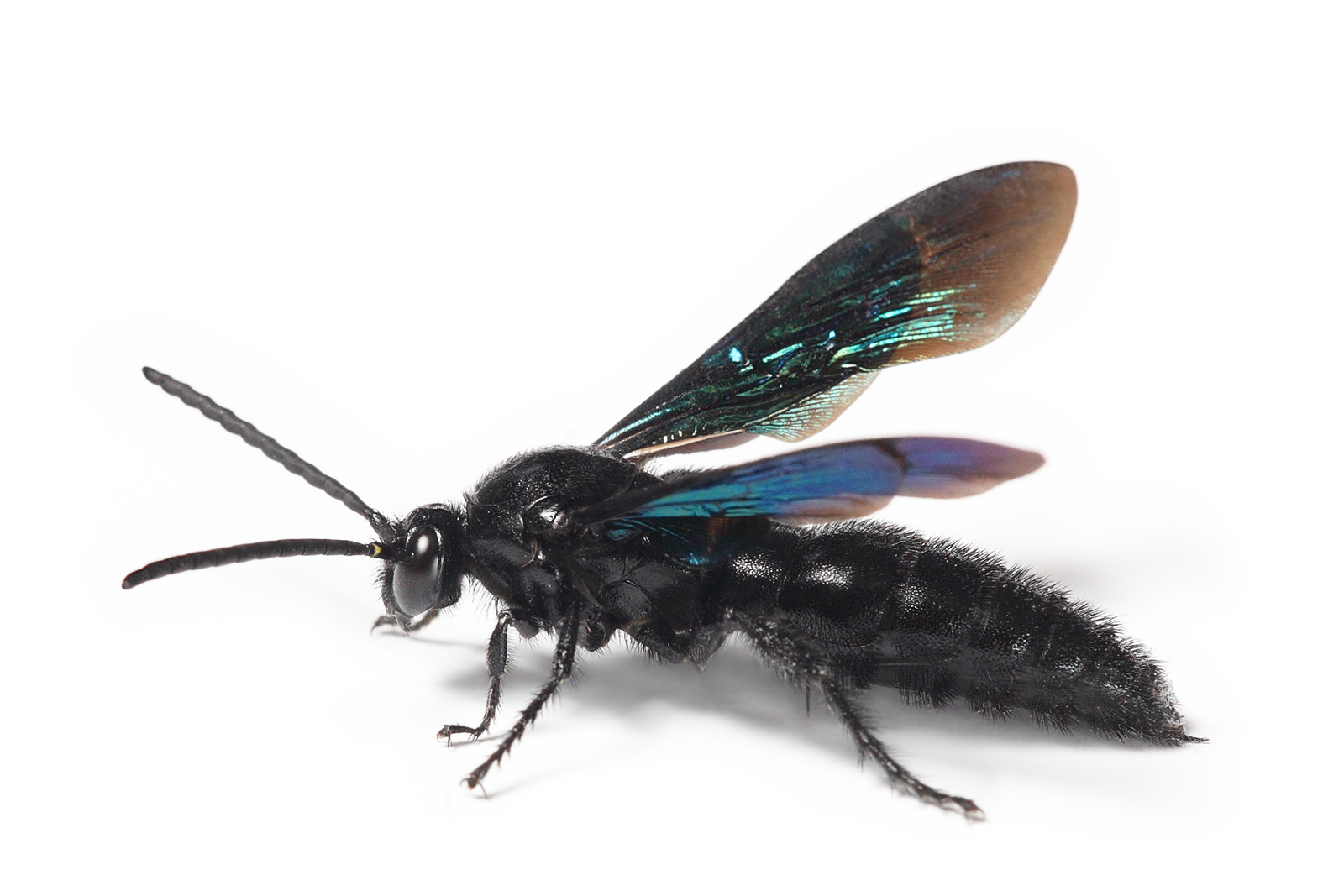
Scolia soror, ở Úc

## Các loài ở Bắc Mỹ
Các loài phân bố ở Bắc Mỹ gồm:
- Campsomeriella annulata (Fabricius 1793)
- Campsomeris completa (Rohwer 1927)
- Campsomeris ephippium (Say 1837)
- Campsomeris fulvohirta (Cresson 1865)
- Campsomeris limos (Burmeister 1853)
- Campsomeris pilipes (Saussure 1858)
- Campsomeris plumipes (Drury 1770)
- Campsomeris quadrimaculata (Fabricus 1775)
- Campsomeris tolteca (Saussure 1857)
- Campsomeris trifasciata (Fabricius 1793)
- Crioscolia alcione (Banks 1917)
- Crioscolia flammicoma (Bradley 1928)
- Micromeriella marginella (Klug 1810)
- Scolia bicincta - Double-banded Scoliid (Fabricius 1775)
- Scolia bifasciata (Swederus 1787)
- Scolia consors(Saussure 1863)
- Scolia dubia - Blue-winged Wasp (Say 1837)
- Scolia guttata (Burmeister 1853)
- Scolia mexicana (Saussure 1858)
- Scolia nobilitata (Fabricius 1805)
- Trielis octomaculata (Say 1823)
- Trielis pollenifera (Viereck 1906)
- Triscolia ardens (Smith 1855)